# ال هیو د پینارس
ال هیو د پینارس دهستانی در استان آبیلای اسپانیا است.
در این دهستان ۲٬۲۶۱ نفر زندگی می‌کنند. مساحت این دهستان ۸۰٫۴۰ کیلومتر مربع است.